# Siddons Patera
Siddons Patera is een caldeira op de planeet Venus. Siddons Patera werd in 1997 genoemd naar Sarah Siddons (1755-1831), een Britse tragedie-actrice uit de 18e eeuw.
De vulkanische caldeira heeft een diameter van 47 kilometer en bevindt zich in het quadrangle Lakshmi Planum (V-7). De caldeira wordt omringd met ingestorte lavatunnels. In het noorden bevindt zich een radarglad gebied, Lakshmi Planum, een hoogvlakte van ongeveer 3,5 kilometer boven de gemiddelde planetaire straal.